# Valerian and the City of a Thousand Planets
Valerian and the City of a Thousand Planets (Valérian et la Cité des mille planètes på franska) är en science-fictionfilm från år 2017 i manus och regi av Luc Besson, som även producerat filmen tillsammans med hustrun, den kanadensiska filmproducenten Virginie Besson-Silla.
Filmen baseras på den franska tecknade albumserien Linda och Valentin och lånar scener bland annat ur albumet Ambassadören som försvann. Luc Besson uppskattade serien som liten, och det var seriens tecknare Jean-Claude Mézières som föreslog en filmatisering av den när han arbetade med Luc Bessons film Det femte elementet.
Dane DeHaan spelar Valérian (Valentin) och Cara Delevingne spelar Laureline (Linda). Filmen hade premiär i Hollywood den 17 juli 2017 och den 2 augusti samma år i Sverige, med den engelska titeln.